# Municipio de Scotland Neck
El municipio de Scotland Neck (en inglés: Scotland Neck Township ) es un municipio ubicado en el  condado de Halifax en el estado estadounidense de Carolina del Norte. En el año 2010 tenía una población de 3.684 habitantes.

## Geografía
El municipio de Scotland Neck se encuentra ubicado en las coordenadas 36°8′26.56″N 77°25′2.89″O / 36.1407111, -77.4174694.